# Тайрън Пауър
Тайрън Пауър (на английски: Tyrone Power) е американски актьор. 

## Биография
Роден е на 5 май 1914 г. в Синсинати, Охайо. Син е на британския театрален актьор Тайрън Пауър и правнук на популярния ирландски комик Тайрон Пауър.
Женен е три пъти: първата му съпруга е френската актриса Аннабелла, втората е Линда Кристиан, която стана майка на дъщеря му Ромина Пауър.
Тайрон Пауър умира от инфаркт на снимачната площадка на филма Соломон и Савската царица на 44-годишна възраст.

## Избрана филмография
| Година | Филм                    | Оригинално заглавие         | Роля                  | Режисьор     |
| ------ | ----------------------- | --------------------------- | --------------------- | ------------ |
| 1939   | Джеси Джеймс            | Jesse James                 | Уил Райт              | Хенри Кинг   |
| 1942   | Черният лебед           | The Black Swan              | капитан Джейми Уоринг | Хенри Кинг   |
| 1957   | Свидетел на обвинението | Witness for the Prosecution | Ленард Воул           | Били Уайлдър |